# Đức Phúc
Nguyễn Đức Phúc (sinh ngày 15 tháng 10 năm 1996), thường được biết đến với nghệ danh Đức Phúc, là một nam ca sĩ người Việt Nam. Anh được khán giả biết đến rộng rãi với tư cách quán quân của mùa thứ ba trong chương trình Giọng hát Việt.

## Cuộc đời và sự nghiệp

### 1996-2014: Thời thơ ấu và khởi nghiệp
Đức Phúc là con trai lớn trong một gia đình sinh sống ở khu phố trung tâm Hà Nội, có mức thu nhập bình thường và không có ai hoạt động trong lĩnh vực nghệ thuật, giải trí. Anh có niềm đam mê ca hát bắt nguồn từ việc gia đình anh rất thích hát karaoke. Những năm học cấp 3, anh tham gia tất cả các buổi casting biểu diễn văn nghệ tại trường, nhưng do nhiều yếu tố khách quan nên anh đều không được biểu diễn. Lên lớp 12, anh mới được biểu diễn trong lễ bế giảng. Khi lên đại học, anh tham gia câu lạc bộ âm nhạc của trường.

### 2015: Quán quânGiọng hát Việt
Năm 2015, anh tham gia cuộc thi Giọng hát Việt. Trước khi tham gia Giọng hát Việt, anh cũng đã từng tham gia hai cuộc thi khác là Vietnam Idol và Vietnam's Got Talent nhưng đều bị loại ở ngay vòng đầu. Tại vòng giấu mặt của cuộc thi, anh đã thể hiện ca khúc I'm not the Only One và chinh phục được 4 huấn luyện viên. Sau đó anh chọn về đội của Mỹ Tâm. Sau 6 tháng tham gia cuộc thi dưới sự dẫn dắt của Mỹ Tâm, vào ngày 20 tháng 9 năm 2015, anh chính thức trở thành quán quân nam đầu tiên của Giọng hát Việt với tỷ lệ tin nhắn bình chọn áp đảo 49.25%. Đồng thời, anh cũng là quán quân gây nhiều tranh cãi nhất trong 3 mùa của Giọng hát Việt với ý kiến cho rằng anh không xứng đáng, anh chiến thắng vì bản thỏa thuận của Mỹ Tâm với đơn vị tổ chức cuộc thi. Nhưng cũng có nhiều ý kiến cho rằng anh xứng đáng với ngôi vị quán quân bởi qua từng liveshow anh đều để lại ấn tượng trong lòng khán giả và anh luôn là thí sinh được công chúng, truyền thông chú ý nhiều nhất.
Sau 3 tháng đăng quang Giọng hát Việt, anh hợp tác với nhạc sĩ Phạm Toàn Thắng để cho ra sản phẩm âm nhạc đầu tay Chỉ một câu. Sản phẩm đầu tay này đã mang về cho Đức Phúc và tác giả giải thưởng "Ca sĩ thể hiện hiệu quả nhất" và "Bài hát của tháng" trong chương trình Bài hát Việt tháng 11 năm 2015, và giải thưởng "Ca sĩ được yêu thích nhất" do khán giả bình chọn trong đêm chung kết Bài hát Việt 2015. "Chỉ một câu" cũng xuất hiện trong danh sách đề cử sơ bộ "Bài hát của năm" của Giải thưởng Âm nhạc Cống hiến lần thứ 11.

### 2016-nay: Nổi tiếng với công chúng
Đầu năm 2016, anh tham gia chương trình VTV Bài hát tôi yêu với MV Giấu mặt. Anh đã giành giải ba (MV Đồng). Anh cũng tham gia chương trình Biến hóa hoàn hảo, anh hóa thân thành NSƯT Thành Lộc. Tháng 12 năm 2016, anh ra mắt ca khúc "Ánh nắng của anh", nhạc phim Chờ em đến ngày mai.
Năm 2017 anh có sự thay đổi lớn về ngoại hình khi đi phẫu thuật thẫm mỹ. Được biết đến là Quán quân The Voice 2015, ca sĩ Đức Phúc được nhiều người biết đến bởi giọng hát nội lực tràn đầy cảm xúc. Tuy nhiên, nam ca sĩ luôn bị khán giả chê bai bởi ngoại hình xấu xí, không tương xứng với giọng hát của anh. Thời điểm đó, có ý kiến cho rằng Đức Phúc là "quán quân xấu nhất lịch sử"
Ngày 29 tháng 9 năm 2019, Đức Phúc chính thức tung MV "Hết thương cạn nhớ" với nội dung lấy cảm hứng từ truyện ngắn Chí Phèo của nhà văn Nam Cao.
Ngày 11 tháng 2 năm 2020, anh ra mắt ca khúc "Hơn cả yêu"
Ngày 27 tháng 9 năm 2020, anh thử sức dòng nhạc world music kết hợp cùng nữ rapper Suboi với ca khúc "Người ơi người ở đừng về".
Ngày 11 tháng 2 năm 2022, Đức Phúc ra mắt ca khúc "Ngày đầu tiên".
Tối ngày 24 tháng 9 năm 2022, Đức Phúc ra mắt MV mới Quá khứ đôi, hiện tại đơn. Ca khúc ballad này do nhạc sĩ Nguyễn Phúc Thiện sáng tác, MV do Kawaii Tuấn Anh thực hiện.
Ngày 9 tháng 2 năm 2023, Đức Phúc hợp tác với nhóm 911 ra mắt ca khúc song ngữ Anh- Việt "Em đồng ý (I do)" .
Năm 2024, Đức Phúc tham gia Anh trai "say hi"

## Sản phẩm âm nhạc

### Đĩa đơn
- Chỉ một câu
- Giấu mặt
- Về nơi tôi sinh ra
- Cũng đành thôi
- Ánh nắng của anh (nhạc phim Chờ em đến ngày mai)
- Ta còn yêu nhau
- Năm ấy
- Thương nhau nhé
- Thế là Tết
- Vỡ (nhạc phim Siêu sao siêu ngố)
- Nơi tôi thuộc về
- Niệm khúc cuối (nhạc phim Tháng năm rực rỡ)
- Cứ yêu đi (nhạc phim 100 ngày bên em)
- Nam sinh nữ sinh (nhạc phim Em gái mưa)
- Vụt sáng thành vì sao (The Debut - Dự án số 1)
- Phút giây tỏa sáng
- Còn yêu đâu ai rời đi
- Hey Monta (Monta trong dải ngân hà kỳ cục)
- Để khoảnh khắc mãi đong đầy ft. Hòa Minzy  (2019)
- Chẳng để em xa anh (Mối tình đầu của tôi OST) (2019)
- Anh ở đây mà (2019)
- Yêu được không ft.Viruss (2019)
- Hết thương cạn nhớ (2019)
- Đừng rời xa tôi ft. Hoàng ROB (2020)
- Hơn cả yêu  ft. Khắc Hưng (2020)
- Người ơi người ở đừng về ft. Suboi (2020)
- Xuân này con sẽ về ft. Lăng LD (2021)
- Ngày đầu tiên (2022)
- Quá khứ đôi, hiện tại đơn (2022)
- Tết là đông mới vui ft. GDucky (do DTAP sáng tác) (2022)[a]
- Em đồng ý - I do ft. 911 (2023)
- Mùa hè tuyệt vời (Lalawonder) ft. Tăng Duy Tân (2023)
- Cười vui lấy vía (2024)[a]
- Đi chùa cầu duyên (2024)
- Ngày đầu sau chia tay (2024) với Thùy Tiên và Khắc Hưng
- Đoá phù dung cuối cùng (2024) Hùng Huỳnh & Đăng quân
- Chăm Em Một Đời (2025) feat Kai Đinh

## Giải thưởng
| Năm  | Giải thưởng                   | Hạng mục                                                      | Đề cử                             | Kết quả   |
| ---- | ----------------------------- | ------------------------------------------------------------- | --------------------------------- | --------- |
| 2015 | Giọng hát Việt 2015           |                                                               | Bản thân                          | Quán quân |
| 2015 | Bài hát Việt - tháng 11       | Ca sĩ thể hiện hiệu quả nhất                                  | Chỉ một câu                       | Đoạt giải |
| 2015 | Bài hát Việt - Chung kết      | Ca sĩ được yêu thích nhất                                     | Bản thân                          | Đoạt giải |
| 2016 | VTV - Bài hát tôi yêu 2016    | Music Video                                                   | Giấu mặt                          | Giải Đồng |
| 2016 | Giải thưởng âm nhạc Cống hiến | Bài hát của năm                                               | Chỉ một câu                       | Đề cử     |
| 2017 | Hành trình lột xác 2017       |                                                               | Bản thân                          | Đoạt giải |
| 2017 | Keeng Young Awards 2017       | Bài hát nhạc chờ được yêu thích nhất                          | Ánh nắng của anh                  | Đề cử     |
| 2017 | Cặp đôi hoàn hảo              |                                                               | Bản thân                          | Á quân    |
| 2017 | VLive Awards 2017             | The Rising Star (Ngôi sao đang lên)                           | Bản thân                          | Đoạt giải |
| 2017 | We Choice Awards 2017         | Nghệ sĩ có hoạt động nổi bật                                  | Bản thân                          | Đoạt giải |
| 2018 | Làn sóng xanh 2017            | Ca sĩ triển vọng                                              | Bản thân                          | Đề cử     |
| 2018 | VTV Awards - Sắc màu 2018     | Ca sĩ Ấn tượng                                                | Bản thân                          | Đề cử     |
| 2020 | VLive Awards 2020             | Best Stage of V Heartbeat - Sân khấu V Hearbeat ấn tượng nhất | Bản thân                          | Đề cử     |
| 2020 | Làn Sóng Xanh 2020            | Top 10 ca khúc được yêu thích nhất                            | Hơn cả yêu (Khắc Hưng - Đức Phúc) | Đoạt giải |
| 2021 | Best Of 360 Độ Soi            | MV 360 Độ Bén                                                 | Hơn cả yêu                        | Đoạt giải |
| 2022 | Zing MP3 - Best of 2022       | 10 ca khúc xuất sắc nhất năm                                  | Ngày đầu tiên                     | Đoạt giải |
| 2023 | Làn Sóng Xanh 2022            | Top 10 ca khúc được yêu thích nhất                            | Ngày đầu tiên                     | Đoạt giải |
| 2023 | Làn Sóng Xanh 2022            | Nam ca sĩ của năm                                             | Bản thân                          | Đề cử     |
| 2023 | Làn Sóng Xanh 2022            | MV của năm                                                    | Ngày đầu tiên                     | Đề cử     |
| 2023 | Làn Sóng Xanh 2022            | Ca khúc của năm                                               | Ngày đầu tiên                     | Đề cử     |
| 2023 | Làn Sóng Xanh 2022            | Ca khúc trên radio                                            | Ngày đầu tiên                     | Đoạt giải |